# 9117 Aude
A 9117 Aude (ideiglenes jelöléssel 1997 FR1) a Naprendszer kisbolygóövében található aszteroida. D. Morata és S. Morata fedezték fel 1997. március 27-én.